# ナイトハルト・フォン・ロイエンタール
ナイトハルト・フォン・ロイエンタール（Neidhart von Reuental, 13世紀前半）は、中世ドイツのきわめて重要な叙情詩人である。ナイトハルト作とされる作品は150編、約1,500詩節に及び、その内の55編には曲が付されている。ただ、どの歌、どの詩節が詩人自身の本当の作品か、後代のナイトハルト風の作品（いわゆる偽作）かは必ずしも明らかではない。作品を伝える写本の多様さから、15/6世紀に至るまで広く彼の歌が愛好されたことは明瞭だろう。この天才は「宮廷的なミンネザングを農村・田舎の舞台に移し、この方法でミンネザングをパロディー化し、風刺する。同時に彼は極度に精神化されてしまったミンネに再び官能的性的な側面を開いた」。ナイトハルト・フォン・ロイエンタールは実に、内容面・形式面で従来のミンネザングの文字通りの「革新者」であり、続く世代に大きな影響を与え、またナイトハルト伝説を生むことにもなった。

## 生涯
「ナイトハルトの生涯については、ウィーンの公爵フリードリヒ2世のもとで宮廷歌人であったことだけが知られている」。作品中の「ロイエンタールの騎士」が詩人ナイトハルトと同一人物かどうかについては研究者によって見解がわかれている。両者を結び付けたナイトハルト・フォン・ロイエンタールという名称は15世紀以来みられるが、慎重な研究者は、「ナイトハルトは詩作を職業とする人」（Berufsdichter）であった、「その社会的出自は分かっていない」（`über dessen soziale Herkunft wir nichts wissen´）としている。バイエルン出身らしい。
ヴォルフラム・フォン・エッシェンバッハは『ヴィレハルム』(L. 312,12)でナイトハルトに言及している。『ヴィレハルム』は1212年から1217年の間に執筆が始まり、完成は1217年以降とされるので、ナイトハルトは1210年から1220年の間にはすでに有名な詩人であったと思われる。また、1280年頃成立の『ヘルムブレヒト物語』には、故人として言及されている。
ザルツブルク大司教エーバーハルト・フォン・レーゲンスブルク2世（大司教在位1200-1246）は後援者の一人であったと思われる。詩人はまた、オーストリア＝シュタイアーマルク公フリードリヒ2世好戦公（公在位1230-1246）を「揺るぎなき誠実の巌」と称賛し、「殿は私に立派な館を給われた」と感謝している。そこに農民の洒落者がいたと詩人が歌う「トゥルンの野」は、ウィーンの北西、ドナウ河畔の原 (Tullner Feld) である。Tulln市は小都市であるが、ドナウをさらに遡った地にある、今日豪壮な修道院建築で有名なメルク (Melk) もナイトハルトの歌に「立派な館を拝領し・・・これからはここに留まるつもり」の土地として詠みこまれている。その同じ歌の一つ前の詩節で詩人は、「いわれなく私は主君の寵を失った。・・・今まで得た物をすべてバイエルンに置き、/東の國に赴いて、私の希望を托そう、オーストリアの高貴な殿に」と歌っているので、オーストリアへ行く前にバイエルンで活躍していたことは明らかである。十字軍従軍の歌では、バイエルンのランツフート (Landshut)で自分を待ってくれている妻に、無事の帰国を伝える便りを使者に託して歌っている。また、上記ザルツブルク大司教に率いられてシュタイアーマルクに赴き、帰途に就いた際には、「バイエルンよ、ばんざい。/早くあそこへ帰りたいものよ。/恋しい女に/あそこで知り合ったのだ」(H-W: 103,22-25; W-H: WL 37, IV,1-4; B: L 78,IV,1-4)と、故郷での恋人との再会を思って心を躍らせている。
ナイトハルトの名前は先輩の叙情詩人ヴァルター・フォン・デァ・フォーゲルヴァイデや叙事詩人ヴォルフラム・フォン・エッシェンバッハ等とは異なり、いずれの写本においても他の詩人による言及においても添え名が付されていない。13世紀半ばのテーゲルンゼー修道院の土地台帳には、ミュンヘンとランツフートの間にRewentalと称するHof（屋敷？）が記載されている。しかし、詩人ナイトハルトが実際に存在した地名からロイエンタールという名前をとったのかどうかはわからない。
後代に付された「フォン・ロイエンタール」という添え名は、彼の歌に頻出する作中人物「ロイエンタールの人」(von Riuwental) に由来する。それは、直訳すれば、「悲しみ・悔い・痛み・悲哀・苦悩の谷」となる。「ロイエンタール」は、旧約聖書詩編84,7（ラテン語訳詩編では83,7）に由来し、「現世の不幸な生活」「つらい浮世」の比喩として使われる ’Jammertal‘を踏まえたものかもしれない。

## 作品

### 伝承
ナイトハルトの作品は25本の写本と3冊の印刷本によって伝えられた。これは先輩のヴァルター作品とほぼ同じであるが、写本等が伝える詩節の数は、約500のヴァルターの3倍にも及ぶ驚くべき詩節数である。その最も古い写本『リーデック写本』R（Die Riedegger Handschrift. Ehemalige Preussische Staatsbibliothek Berlin Ms. germ. fol. 1062）は1300年頃成立し、ナイトハルトの歌56編、383詩節を伝えている。ミンネザング伝承の3大写本の内、13世紀末成立の『小ハイデルベルク歌謡写本』(Die Kleine Heidelberger Liederhandschrift) には39詩節（他の詩人の名を冠したものも含む）、13世紀末から14世紀初頭の『ヴァインガルテン写本』(Die Weingartner Liederhandschrift) には82詩節、14世紀初めの『大ハイデルベルク歌謡写本』（マネッセ写本）(Die Große Heidelberger Liederhandschrift oder Die Manessische Liederhandschrift) には289詩節のナイトハルト作品が採録されている。15世紀には132編の歌、1098詩節を採録する写本が生まれた。16世紀に入ると、Schwankbuch ≫Neithart Fuchs≪（笑い話本『ナイトハルト狐』）が印刷されたが、これにはナイトハルトと後代の追加作品が含まれている。

### 作品の内容

#### 夏の歌
ナイトハルトの作品は「夏の歌」(Sommerlieder) と「冬の歌」(Winterlieder) に大別される。「夏の歌」は、大部分が夏の到来を告げる「自然序詞」（Natureingang）で始まり、それに聴衆、特に娘たちへの踊りの誘いが続き、最後は娘と娘、あるいは娘と母親との対話で終わる。女たちは、騎士歌人である「私」（作中主体）の誘いに乗って踊りに出かけようとするが、娘同士の対話では、互いに恋の悩みを打ち明け合い、娘と母親との対話では、片方が他方の制止を無視して踊りに駆けつけようとする。大抵の場合、オチとして、憧れの対象が「あのロイエンタールのお方」(Der von Riuwental) であると明かされる。「夏の歌」に登場する娘はミンネザングの「貴婦人」(vrouwe) のつもりである。貴婦人のように装い、騎士に奉仕されたいとは思うが、言葉の端々や態度に農民の娘であることが現れてしまう。娘ではなく、母親の方が恋（ミンネ）に心を狂わされている歌もあるが、その彼女が、「ミンネがその矢で私に死ぬほどの傷を負わせたの」と娘を前に述懐するに及んでは滑稽でしかない。
騎士による貴婦人賛美を歌う従来のミンネザングは、あくまでもフィクションの世界、いわば虚構の優美な世界であり、そこには生々しい現実、散文的要素が入ることは許されなかった。
それゆえに、ナイトハルトの歌で、母親が娘に、「あいつに騙されて揺り籠のややを足であやす羽目になっては決して駄目」と厳しい現実を暴露するありさまは、ミンネザングのパロディーと思わざるをえない。ミンネザングには、多くの詩人が競った、貴婦人に対するプラトニックラブを歌う「高いミンネ」の歌とともに、ヴァルター・フォン・デァ・フォーゲルヴァイデが開発した、身分の低い少女との愛を謳う「低いミンネ」の歌もある。しかし、後者もまた夢の世界の話である。それが現実になるとすれば、「浮気」でしかない。農民の男の妻になった女は、家事をしていると夫が思い込んでいるすきに、通りに出てロイエンタール様と遊ぶと叫んではばからない。
それでは、女性たちが憧れる歌人はどんな素晴らしい人物か。詩人は自分を「雨風をしのぐ住居のない哀れな男」と自嘲している。とすると、ロイエンタール様というスターに熱を上げる農家の娘たちは、幻影にしがみついていることになる。

#### 冬の歌
「冬の歌」ではまず、呪うべき冬の到来が告げられてから、人々がスケート、サイコロ遊び、室内での踊りなどの娯楽に興じる様が描かれる。その描写に続いて、直前に生じた事件が報告される。事件は、両性間、農民同士、詩人と娘と農民との間などの様々な緊張関係を、時にあけすけな表現によって写し出す。騎士歌人である「私」は「貴婦人」に愛を訴えるが、彼女らは指を麦刈りで怪我をし、麻打ち仕事に精を出し、足は皸だらけである。ライトモチーフのように頻繁に言及される「エンゲルマールによるフリデルーンの鏡の強奪」は、宮廷文化の価値体系の破壊を象徴している。
ナイトハルトの歌は軽快で極めて躍動的である。人々を踊りに誘い、陽気にさせ、しばしば滑稽な情景で楽しませる。時に少女らの名前が織り込まれ、踊る人々は歌をリアルに感じただろう。
こうしたナイトハルトの「粗野な歌」(ungefüege dœne)が宮廷を席捲したことは、自分の歌の人気を支えようとするヴァルター・フォン・デア・フォーゲルヴァイデの苛立ち（L. 64,31-65,32）からも窺える。ナイトハルトの作品は宮廷文化を真似る農民階級を皮肉る歌か、それとも「当時すでに予感された封建的身分社会瓦解の兆候を一人の騎士が自嘲的な歌にうたった」のか、種々の解釈が可能であろう。

#### 十字軍の歌
「夏の歌」に属するが、他の歌と全く異なる要素を含む歌の一種が、十字軍従軍の歌2編である。それらは、1217年ハンガリー王アンドレ（エンドレ）2世とオーストリア公レオポルト6世によって率いられ、聖地を目指した十字軍に関係しているようである。一行はエルサレム王ジャン・ド・ブリエンヌ配下の将兵と合流したが、指揮権の統一をめぐって内紛が生じ、スルタン側との戦いで成功をおさめることができなかった。「十字軍の士気はくじけた。花々しい戦(いくさ)の手柄や英雄的な突撃を夢に描いて、遠路はるばるやって来た将兵は、作戦だおれの戦争に嫌気がさしてきた。」こうしてハンガリー王はヨーロッパに引き上げたが、ジャン・ド・ブリエンヌはその後アッコンに上陸し続けるフランス・イタリアからの軍を援軍とし、エジプト大遠征に乗り出した。エジプトの要港を奪い、それを担保に、交換条件としてエルサレムの返還をとりつける計画だった。こうして十字軍はダミエッタの占領に成功したが、実際に戦闘を指揮したジャン・ド・ブリエンヌと教皇特使ペラージュとの間に権力争いが生じ、「彼の配下はイタリア人が多く、その連中は、ジャン王に味方するフランス人の騎士と、ことごとにいがみ合っては、街なかで、腕力沙汰、刃傷(にんじょう)ざたに及んだ。」十字軍の総大将となったペラージュは1221年カイロ征服を企てたが、大敗を喫した。ナイトハルトはこの遠征に参加し、1221年バイエルン公ルードヴィヒ(Herzog Ludwig von Bayern)とともに帰国したと考えられている。
まず、「野は一面緑に萌え」(Ez gruonet wol diu heide)[H-W: 11,8; W-F: SL 11; B: L 17]では、第1節が自然序詞で始まるので、「夏の歌」特有の楽しい軽快な調べが続くかと思わせるが、その期待は裏切られる。詩人は第2節で、「私の歌をここの異国人は/気にとめぬ」と嘆き、続く詩節では海の彼方の人への愛の便りを使者に托し、第6節では、「フランス人どもには/悩まされている」と愚痴をこぼし、最終の第11節では、「この八月ここに留まるものは/愚かな奴に思われる」と十字軍のつらい現実を隠さずに歌っている。十字軍に従軍しながら、異教徒との戦いに難儀するのではなく、戦友として共に戦うべきフランス人に対して不平を述べ、自分の歌を歓迎してくれる故郷の人々を思い、望郷の念を強くしている。
「明るい、長い日がやって来た」(Komen sint uns die liehten tage lange) [H-W: 13,8; W-F: SL 12; B: L 18]も第1節は自然序詞で始まっている。もうすぐラインに達すると伝える詩人は、故郷が近づいたのを喜び、「夏の歌」特有の明朗さを最後まで失わない。

#### 時代の変化を映す
「夏の歌」における、騎士に憧れる農婦とその娘、「冬の歌」における、恋の鞘当で農民に負ける騎士の姿は、時代の変化を端的に示しているが、恋愛以外の場面でもそのような社会的変動が表されている。「以前、村の/踊りの音頭取りの/うぬぼれ屋で、おしゃれな百姓たちが/今は鉄の服を来て、/領主の命じる/戦に行っている。」（H-W: 84,12-12; W-H: WL 28, VIII, 5-10; B: L 55,VIII,5-10）つまり、主君の命に従い、武器を手に戦闘に向かう者は、もはや騎士だけではなく、農民も戦場に駆り出される時代となったのである。

### 影響
「宮廷文化の時代の歌人でナイトハルトほど後世に強い印象を与えた詩人はいない」。
ヴェルンヘル・デル・ガルテネーレは『ヘルムブレヒト物語』の主人公の服装を叙述する際に、ナイトハルトに触れ、かれは天賦の才能を有していたので、存命ならば自分よりも巧みに歌ってくれようと称賛しつつ、自分がかれの後継者であると宣言している。
ナイトハルトは、ある「冬の歌」[H-W: 86,7-8. 86,15-18. 86,23-26; W-H: WL 29,VI-VIII; B: L 53,VI-VIII]で、
　
こいつ（ヒルデマール）は、裏に紐の、表に絹の/かわいい小鳥の刺繍のついた頭巾を被ってる。//あんたは、あごの下までたれた/こいつの巻き毛を、見たことがあるだろうか。夜の間はきちんと頭巾に納められ/商人の絹のように黄金色だ。//こいつは、宮廷に生まれ育った/上つ方を気取ろうとする。この方々に掴まれば、頭巾はすぐ引き裂かれ、/気付いた時には、かわいい鳥は逃げている。
と歌ったが、ヴェルンヘル・デル・ガルテネーレ『ヘルムブレヒト物語』の主人公はこの男をなぞるように、
わたしはある百姓の息子を見ましたが、/その頭髪はブロンドの巻き毛で、/肩越しにふさふさと/豊かにのびておりました。/それを彼は縁取りの飾りをこらした/帽子におさめていました。/それほどさまざまの鳥を刺繍した帽子を/見た人はまずありますまい。
という出で立ちで物語に登場し、最後はあわれ、縛り首にされ、自慢の帽子は滅茶苦茶にされ、髪の毛はここかしこに散らばった。
両作品ともに思い上がりが罰を受けるという結末であるが、ヘルムブレヒトは、ナイトハルトの歌において農民が宮廷人によって罰をうけるのとは異なり、同じ出自の農民に復讐される点において別である。ともあれ、ナイトハルトの青年「ヒルデマール」が「ヘルムブレヒト」の原型であることは明白である。
1300年前後に活躍したヘルマン・デア・ダーメン（Hermann der Damen）は、1287年前に作成した歌で、歌に優れた師としてヴァルター・フォン・デア・フォーゲルヴァイデ、 ヴォルフラム・フォン・エッシェンバッハらとならべてナイトハルトの死を惜しんでいる。
「マネッセ写本」成立と関係の深い、チューリヒの市民階級の詩人ヨハネス・ハートラウプ（1302年に家を購入、1340年以前に没した）は、貧しい男が結婚し子供が生まれたら、妻や子供にくれてやるのは、ロイエンタール（Riuwental: 嘆きの谷）・・・しかないと歌っている。　
後代ナイトハルト作品の受容によって、詩人自身が伝説的人物となった。例えば、15世紀初期成立とされる、ヴィッテンヴァイラー (Heinrich Wittenwiler) 作の『指輪』(Der Ring) には、その主人公である農夫ベルチイの仲間として「百姓の敵」たる騎士ナイトハルトが登場している 。
13世紀後半に現れたナイトハルトを主人公とする笑話（Schwank）をもとに14世紀から15・6世紀にかけてナイトハルト劇（Neidhart-Spiele）が上演された。粗筋は次のようである。ナイトハルトが初咲きの菫を見つけて、彼の奉仕する大公妃の寵愛を得ようとする。彼は見つけた菫に帽子をかぶせ急ぎ宮廷に戻る。しかし、その様子をうかがっていた農夫が菫を採ってしまい、代わりに不快な代物を置く。大公妃はそれを見せられ驚き、ナイトハルトを宮廷から追い払う。ナイトハルトは復讐を誓う。このタイプは様々な変形を産み出した。例えば近代の伝説では、フリードリヒ大王が妃の誕生日に公園を散歩していて大きくて美しいイチゴを見つける。王はそれに帽子をかぶせ、妃を喜ばせようとして迎えに行く。庭師の見習いとして働いていたオイレンシュピーゲルがこの様子を見ていて、イチゴを食べてしまい、その代わりに臭いものを置いておく。王に連れられてやってきた王妃は帽子を取って跳びすさる、などの話がある 。
16世紀に活躍した最も重要な職匠歌人ハンス・ザックス（1494-1576）も、ナイトハルトをめぐる劇を著わしているが、主人公と敵対する農民にエンゲルマイエルらの固有名詞が与えられてリアリティが増しただけでなく、主人公の仕えるオーストリア大公も否定的な役割で登場するなど個性的な喜劇となっている。

### 夏の歌「森の木々が葉を茂らせた」
夏の歌「森の木々が葉を茂らせた」(Der walt mit loube stât) H-W: 20,38-21,33; W-F: SL Nr.18; B: L 12
I       „Der walt mit loube stât“,
sprach ein meit, „ez mac wol mîner sorgen werden rât.
bringt mir mîn liehte wât!
der von Riuwental uns niuwiu liet gesungen hât:
ich hoer in dort singen vor den kinden.
jâne wil ich nimmer des erwinden,
ich springe an sîner hende zuo der linden.“

II     Diu muoter rief ir nâch;
sî sprach: „tohter, volge mir, niht lâ dir wesen gâch!
weistû, wie geschach
dîner spilen Jiuten vert, alsam ir eide jach?
der wuohs von sînem reien ûf ir wempel,
und gewan ein kint, daz hiez si lempel.
alsô lêrte er sî den gimpelgempel.“

III    „Muoter, lât iz sîn!
er sante mir ein rôsenschapel, daz het liehten schîn,
ûf daz houbet mîn,
und zwêne rôte golzen brâhte er her mir über Rîn:
die trag ich noch hiwer an mînem beine.
wes er mich bat, daz weiz niwan ich eine.
jâ volge ich iuwer raete harte kleine.“

IV    Der muoter der wart leit,
daz diu tohter niht enhôrte, daz si ir vor geseit;
iz sprach diu stolze meit:
„ich hân im gelobt: des hât er mîne sicherheit.
waz verliuse ich dâ mit mîner êren?
jâne wil ich nimmer widerkêren,
er muoz mich sîne geile sprünge lêren.“

V     Diu muoter sprach: „wol hin!
verstû übel oder wol, sich, daz ist dîn gewin:
dû hâst niht guoten sin.
wil dû mit im gein Riuwental, dâ bringet er dich hin:
alsô kan sîn treiros dich verkoufen.
er beginnt dich slahen, stôzen, roufen
und müezen doch zwô wiegen bî dir loufen.“

I 「森の木々が葉を茂らせた」
と娘の歓声、「さようなら私のふさぎ虫。
母さん、私の晴れ着を持って来て。
ロイエンタールの騎士が
娘らの前で新曲を歌っているの。
私は決して諦めないわ、どうしたって
あの方とリンデの下で踊るんだ」

II   駆け出す娘に母声かけて
「母さんの言う通りにするんだよ、あわてないで。
てんでお前は知らないのかい、お前の友達の
あのヨイテが去年どんな目に遇ったか。あのおっ母さんが言ってたよ
あの男と踊ったら、お腹がせり上がって
赤ん坊が生まれちまったと、ほれあの小羊ちゃんよ。
それがあの男のギンペルゲンレッスンさ」

III 「母さん、そんなお小言止めて。
私の頭にって、つやつや光るバラの冠を
送ってよこしたし、
ラインの向こうからは赤いブーツを持って来てくれた人よ。
今年あのブーツを履くわ。
あの人が私に望んだ物は私しか知らないわ。
母さんのお説教なんか聞くものですか」

IV   母親は怒りだして
あれこれ言うけれども娘には馬耳東風。
軽薄娘の言うことには
「あの人に誓って約束したのに
面目が立たなくなるわ。
断じて引き下がりなどしないわ、
楽しい跳び方を教えてもらうんだから」

V　母親の最後のせりふ「行くならお行き。
首尾はどうなれ、自業自得さ。
この脳たりん
ロイエンタール（悲哀の谷）に行きたければ、連れて行ってもらえるさ。
あいつの歌が三拍子なら、お前にあきるのも三拍子だよ。
拍子をつけてなぐるけるが落ちで
そのたんびにそばの揺り籠二つが揺れるだけのこと」

### 冬の歌「夏のあいだ楽しそうにしていたものすべてが」
冬の歌「夏のあいだ楽しそうにしていたものすべてが」(Allez, daz den sumer her mit vreuden was)
[H-W: 86,31ff.,88,13ff.,88,33ff.; W-H: WL 30,I,VII,IX; B: L 56,I,VII,IX]

I　夏のあいだ楽しそうにしていたものすべてが
冬の長い重苦しい季節に悲しみ始める。
すべての小鳥たちが歌うことを忘れ、声を立てない。
花々と草々はことごとく枯れ果てた。
ご覧あれ、森の木々を覆う冷たい露霜を。
痛めつけられて色艶を失った野を。
人みなの嘆きの種が
私の喜びをも奪っている。
これを一生涯続けざるをえぬとは
苦しいことだ。

VII　私が深刻な顔をしていると
誰かがやってきて言う「ねえ君、何か歌ってくれ給え。
音頭を取って楽しませてくれ給え。
いま流行っている歌は少しも感心しない。
仲間もみな言っているよ、君の方がずっと上手だったよ。
村の衆がどこへ行ったか知りたいのだ
前にこのトゥルンの野にいた
連中のことさ」
それなら、今でも連中の真似をする奴がいるから
そいつの思い上がりをお伝えしよう。

IX　帽子も上衣もベルトも洒落のめしている。
剣の長さはお揃いで、長靴は膝まで届き、色塗りだ。
夏の縁日の日にはそんな出で立ちだった。
トレイゼンの川筋からドナウの岸辺まで
どこでもお待ち兼ねのモテモテと思い込む自惚れようだ。
どうしてわが「かわい子ちゃん」がリミツーンなんかに許したのか
手に手を取って一緒に
輪舞を踊るのを。有頂天になって
あいつめはルフランのたびにいやらしく
顔をあのかたの方に向けていた。

## 文献 作品校訂版/翻訳/参考文献/その他
- "Abbildungen zur Neidhart-Überlieferung I: Die Berliner Neidhart-Handschrift R und die Pergamentfragmente Cb, K, O und M". Hrsg. von Gerd Fritz. Göppingen: Kümmerle 1973 (=Litterae 11)
- "Neidhart von Reuental". Hrsg. von Moriz Haupt. Leipzig: Hirzel 1858
- "Neidharts Lieder". Hrsg. von Moriz Haupt. 2. Auflage. Neu bearbeitet von Edmund Wießner. Leipzig: Hirzel 1923
- "Die Lieder Neidharts". Hrsg. von Edmund Wießner.  3. Auflage. revidiert von Hanns Fischer. Tübingen: Niemeyer 1968 (=ATB 44)
- Siegfried Beyschlag, "Die Lieder Neidharts. Der Textbestand der Pergament-Handschriften und die Melodien". Darmstadt: Wissenschaftliche Buchgesellschaft 1975. ISBN 3-534-03592-5

, 
- Edmund Wießner, "Vollständiges Wörterbuch zu Neidharts Liedern". Leipzig: Hirzel 1954
- Edmund Wießner, "Kommentar zu Neidharts Liedern". Leipzig: Hirzel 1954
- Wihelm Szabo, "Neidhart von Reuental. Der große Schelm". Nach der Textausgabe von Moriz Haupt und Edmund Wiessner ausgewählt, übertragen und eingeleitet.  Graz/Wien: Stiasny 1960
- Dieter Kühn, "Herr Neidhart". Frankfurt a. M.: Insel 1981. ISBN 3-458-04754-9
- Siegfried Beyschlag, Neidhart und Neidhartianer. In: "Die deutsche Literatur des Mittelalters : Verfasserlexikon". 2., völlig neu-bearbeitete Aufl. Bd. 6. Mar-Obe. Berlin/New York: W. de Gruyter 1987 (ISBN 3110107546), Sp. 871-893
- U[rsula] Schulze, Neidhart. In: "Lexikon des Mittelalters ". Bd. VI. München/Zürich: Artemis & Winkler 1993 (ISBN 3-7608-8906-9), Sp. 1082-1084
- Joachim Bumke: "Geschichte der deutschen Literatur im Mittelalter". Bd.II: Geschichte der deutschen Literatur im hohen Mittelalter. München: Deutscher Taschenbuch Verlag 1990 (ISBN 3-423-04552-3). S. 302-308
- Neidhart von Reuental, "Lieder. Auswahl mit den Melodien zu neun Liedern". Mittelhochdeutsch und  übertsetzt von Helmut Lomnitzer. Stuttgart: Reclam 1966 (=RUB 6927/28)

- Friedrich-Wilhelm Wentzlaff-Eggebert, "Kreuzzugsdichtung des Mittelalters. Studien zu ihrer geschichtlichen und dichterischen Wirklichkeit". Berlin: de Gruyter 1960. S.307-310
- Roswitha Wisniewski:  "Kreuzzugsdichtung. Idealität in der Wirklichkeit". Darmstadt: Wissenschaftliche Buchgesellschaft 1984. (=Impulse der Forschung 44) ISSN 0174-0687; ISBN 3-534-08393-8.
- "Kreuzzugsdichtung". Hrsg. von Ulrich Müller. Tübingen: Niemeyer 1969 (=Deutsche Texte 9)
- Michael Titzmann, Die Umstrukturierung des Minnesang-Sprachsystems zum ‚offenen‘ System bei Neidhart. In: „Deutsche Vierteljahresschrift für Literaturwissenschaft und Geistesgeschichte“ 45 (1971), S. 481-514
- Edmund Wießner, Berührungen zwischen Walthers und Neidharts Liedern. In: „Zeitschrift für deutsches Altertum und deutsche Literatur“ 84 (1952/1953) S. 241-264

- "Neidhart-Fresken um 1400. Die ältesten profanen Wandmalereien Wiens". Wien Kultur, Im Eigenverlag der Museen der Stadt Wien, o.J.

- en:Ensemble Leones, "Neidhart. A Minnesinger and his "Vale of Tears": Songs and Interludes", Naxos, 2012 – première recording of the Frankfurt Neidhart-Fragment.

- 伊東泰治・馬場勝弥・小栗友一・有川貫太郎・松浦順子訳「ナイトハルトの叙情詩」（その一）・（その二）・（その三）：名古屋大学総合言語センター『言語文化論集』V-2(1984)175-226頁; VI-2(1985)367-427頁; VII-2(1986)161-229頁［"Die Lieder Neidharts". Hrsg. von E. Wießner.  3. Auflage. revidiert von H.  Fischer. Tübingen: Niemeyer 1968 (=ATB 44) 所収のナイトハルトの歌全ての邦訳］

- ナイトハルト・フォン・ロイエンタール『中世ドイツ叙情詩の怪作 ナイトハルト歌集』（伊東泰治・馬場勝弥・小栗友一・有川貫太郎・松浦順子 共訳）鳥影社 (2025) ISBN 978-4-86782-152-7 ［上記訳に解説等を付した］

- 高津春久編訳『ミンネザング（ドイツ中世叙情詩集）』郁文堂 (1978) 271-282頁に「住処なきロイエンタールの君」(H-W:29,27-31,4; W-F: SL Nr.26; B: L8)と「フリデルーンの鏡が奪われた」(H-W:95,6-97,8; W-F: WL Nr.34; B: L54)の訳と解説（作者についての解題は364頁）。この書は、「郁文堂・中世ドイツ文学叢書」の第3巻で、日本図書館協会選定図書。
- ヴェルナー・ホフマン・石井道子・岸谷敞子・柳井尚子訳著『ミンネザング（ドイツ中世恋愛抒情詩撰集）』2001年 大学書林 ISBN 4-475-00919-7. C 0084. 156-171頁にナイトハルトの歌3篇の対訳と注。
- 伊東泰治編著『Deutsche Lyrik des Mittelalters（中世ドイツ抒情詩選）』南江堂（1973） 64-71頁に“Blôzen wir den anger ligen sâhen“ (H-W:26,23-27,38; W-F: SL Nr.23; B: L10)の原文・現代ドイツ語対訳（131頁に楽譜）、116-123頁に“Ez gruonet wol diu heide“ (H-W:11,8-13,7; W-F: SL Nr.11; B: L17)の原文・現代ドイツ語対訳
- 小栗友一「ナイトハルトのミンネザング＝パロディー」：名古屋大学総合言語センター『言語文化論集』7,2(1986.3)89-97頁
- 田中一嘉「ナイトハルトのミンネザングにおける『宮廷』の役割」：嶋崎啓編『中世ドイツ文学における「愛」の諸相―「ミンネ」が文学テーマ化された意味を求めて―』＝ 日本独文学会「日本独文学会研究叢書　109」 2015.10.3 ISBN 978-4-901909-09-9 30-44頁
- 伊藤亮平「ナイトハルトのリートに見られる暴力的な笑い」：嶋﨑啓編『中世的身体イメージと遊戯性 ―宮廷文化に内在する逸脱の傾向』＝ 日本独文学会「日本独文学会研究叢書 143」  2020.10.17 （学会ウェブサイトによる電子出版）33-46頁
- 中島悠爾編「日本における中世文学研究文献（2）」：日本独文学会『ドイツ文学』64号(1980.03)  168頁には、1958-1979年発表のナイトハルト作品の翻訳と雑誌・紀要掲載論文 計9編が収録されている。
- 『中世ドイツ騎士歌人たちの愛の歌と格言詩』(Minnesang und Spruchdichtung um 1200-1320) 古代音楽合奏団（Studio der frühen Musik）演奏. Teldec „Telefunken-Decca“ 1966、日本発売元・キングレコード1969に「五月の明るい輝きに」(Meie, dîn liehter schîn[H-W:XI,1-XIII,11; W-F: Anhang II; B: 22])、「草木の枯れた牧場に花が」(Blôzen wir den anger ligen sâhen[(H-W:26,23-27,38; W-F: SL Nr.23; B: L10])、「フリートリッヒ王侯よ」(Fürste Friderîch)[H-W:101,6-19; W-F: WL Nr.35,VII])、「五月がふたたび巡りきて」(Meienzit ane nit; Pseudo-Neidhart)が収録されている。